# Augusto Brant Paes Leme
Augusto Brant Paes Leme (Rio de Janeiro, 28 de janeiro de 1862 – Rio de Janeiro, 4 de março de 1943) foi um médico brasileiro.
Foi eleito membro da Academia Nacional de Medicina em 1900.